# Жуков, Сергей Анатольевич
Сергей Анатольевич Жуков (род. 23 сентября 1973, Новосибирск, РСФСР, СССР) — российский топ-менеджер в сфере промышленно-гражданского и транспортного строительства. Генеральный директор АО «Мосметрострой», заместитель генерального директора АО «Мосинжпроект».

## Биография
Сергей Анатольевич Жуков родился 23 сентября 1973 года в городе Новосибирске.
- Окончил Московский государственный университет путей сообщения (МИИТ);
  - специальность: «Промышленное и гражданское строительство».
- 1996—2003 год — трудился в промышленно-строительной индустрии.
- 2003 год — генеральный директор ООО «Балтийская строительная компания №41».
- 2009 год – генеральный директор ООО «Балтийская строительная компания №48».
- 2013—2024 год – генеральный директор АО «Мосметрострой».
- 2024—2025 год – генеральный директор АО «Мосинжпроект».
- 2025—н.в. – генеральный директор АО «Мосметрострой», заместитель генерального директора АО «Мосинжпроект».

...под руководством С.А. Жукова коллективом БСК-41 были сооружены восемь олимпийских масштабных объектов в Сочи: Малая ледовая арена, Дворец для кёрлинга, тренировочные арены для фигурного катания и для хоккея, канатная дорога от поселка Эсто-садок до трамплинного комплекса, а также две гостиницы - в Дагомысе и на Красной Поляне, где впоследствии будет центр реабилитации спортсменов.
Сергей Анатольевич окончил факультет финансового менеджмента в Академии государственной службы при Президенте Российской Федерации; с 2017 года, он входит в резерв управленческих кадров под патронажем Президента РФ.

## Награды
- Орден «За заслуги перед Отечеством» IV степени (17 августа 2023 года) — за заслуги в строительстве Большой кольцевой линии Московского метрополитена и многолетнюю добросовестную работу[2].
- Благодарность Президента Российской Федерации.
- Благодарственное письмо мэра Москвы.
- Почётное звание «Почетный строитель города Москвы».
- Орден Русской православной церкви Преподобного Сергия Радонежского II степени[3].
- Орден Русской православной церкви Преподобного Сергия Радонежского III степени.

## Критика
Являлся гендиректором «Мосинжпроекта» — генерального подрядчика строительства и фигуранта уголовного дела по нецелевому расходованию средств для сокрытия недоделок новых станций путём присвоения заместителем начальника ГУП «Московский метрополитен» Дмитрием Дощатовым двух из трёх млрд рублей, выделенных на строительство и покупку на них автомобиля Toyota RAV4.